# Auguste Barbaza
Pour les articles homonymes, voir Barbaza (homonymie).
Auguste Barbaza, né à Capendu le 24 octobre 1845, décédé à Capendu le 1er octobre 1912, est un viticulteur et homme politique français.

## Biographie
Propriétaire-viticulteur et négociant en vins, Auguste Barbaza, profondément républicain, en 1870 vote et fait voter son village de Capendu : Non au plébiscite impérial. En 1871, il est élu conseiller municipal, ensuite adjoint au maire et par la suite maire de Capendu, Radical-socialiste.
Le 1er août 1886, il est élu conseiller général du canton de Capendu et le reste jusqu'au 31 juillet 1892. Il est à nouveau élu conseiller général en 1898 et le reste jusqu'à son décès en 1912, il est élu vice-président du conseil général de l'Aude. Le 27 mars 1904 il est élu sénateur de l'Aude, au Sénat il siège dans le Groupe Gauche démocratique, et vote la loi du 6 décembre 1905 portant sur la séparation des biens des églises et de l'État.
Auguste Barbaza qui était radical-socialiste ne se représente pas aux élections sénatoriales du 7 janvier 1912, affaibli qu'il est par la maladie. Auguste Barbaza a été vice-président de la Société démocratique d'agriculture de l'Aude, président d'honneur du Syndicat du commerce des vins de la région de Carcassonne, membre de la Société d'Études Scientifiques de l'Aude.

## Sources
- Ressource relative à la vie publique :   - Sénat
- « Auguste Barbaza », dans le Dictionnaire des parlementaires français (1889-1940), sous la direction de Jean Jolly, PUF, 1960 [détail de l’édition]
- Journal La Dépêche du Midi
- Rémy Cazals (dir.) et Daniel Fabre (dir.), Les Audois : Dictionnaire biographique, Carcassonne, Association des amis des Archives de l'Aude, Fédération audoise des œuvres laïques et Société d'études scientifiques de l'Aude, 1990, 347 p. (ISBN 978-2-906442-07-8)
- Jean Fourié, Essai de nomenclature générale des Audois célèbres,Espéraza, 1975.
- Pierre Raynier, Biographie des Représentants du département de l'Aude de 1789 à 1900, Passemar et Alquier Toulouse, 1901.